# Ernst August Flössel
Immanuel Ernst August Flössel (* 17. Dezember 1800 in Spitzkunnersdorf; † 1877 in Zittau) war ein deutscher Lehrer, evangelisch-lutherischer Pfarrer und Autor.

## Leben und Wirken
Nach dem Schulbesuch und einer pädagogisch-theologischen Ausbildung wurde Flössel 1826 Hilfslehrer an der allgemeinen Stadtschule in Zittau, wo er 1836 zum Oberlehrer ernannt wurde. Ab 1838 wechselte er zur evangelisch-lutherischen Kirche, wurde Diakonus, Katechet und Schuldirektor in Ebersbach/Sa. Von 1857 bis zu seiner Emeritierung zu Michaelis 1872 war er lutherischer Pfarrer in Hirschfelde.
Sein Sohn Ernst Theodor Flössel wurde ebenfalls Pfarrer.

## Publikationen
- „Unser Gebet zu Gott am Bußtage in schwerbedrängter Zeit.“ Predigt über Psalm 40, 12–14. Ebersbach, 1847.
- Rede am 25 jährigen Constitutionsfeste, den 4. September 1856 gehalten. Neusalza, 1856.
- „Wie wir in dem Lichte des Trostes, den die Jünger des Auferstandenen bei seiner Trennung heutige Trennung anzusehen haben“. Abschiedspredigt am 2. Osterferertage 1857 in der Kirche zu Ebersbach gehalten. Neugersdorf, 1857.